# Fútbol en los Mini Juegos del Pacífico 1981
El fútbol fue uno de los eventos en los que se disputaron medallas en los Mini Juegos del Pacífico 1981, la primera edición de estos juegos que es realizada cada 2 años diferido a los Juegos del Pacífico Sur.
Esta edición se realizó en Islas Salomón, entre el 6 de julio y el 15 de julio de 1981. Participaron siete equipos.

## Participantes
| Equipos participantes | Equipos participantes | Equipos participantes | Equipos participantes |
| --------------------- | --------------------- | --------------------- | --------------------- |
| Tahití                | Nueva Caledonia       | Vanuatu               | Papúa Nueva Guinea    |
| Fiyi                  | Islas Salomón         | Samoa                 |                       |

## Fase de grupos

### Grupo A
- Nota: Por victoria se tomaban 2 puntos, por empate 1 punto.

| Equipo             | Pts | PJ | PG | PE | PP | GF | GC | Dif |
| ------------------ | --- | -- | -- | -- | -- | -- | -- | --- |
| Tahití             | 11  | 6  | 5  | 1  | 0  | 30 | 2  | 28  |
| Nueva Caledonia    | 8   | 6  | 3  | 2  | 1  | 19 | 5  | 14  |
| Papúa Nueva Guinea | 8   | 6  | 4  | 0  | 2  | 13 | 16 | -3  |
| Vanuatu            | 5   | 6  | 1  | 3  | 2  | 20 | 10 | 10  |
| Islas Salomón      | 5   | 6  | 2  | 1  | 3  | 11 | 10 | 1   |
| Fiyi               | 5   | 6  | 2  | 1  | 3  | 9  | 14 | -5  |
| Samoa              | 0   | 6  | 0  | 0  | 6  | 2  | 47 | -45 |

## Partidos
| Fecha               | Lugar   |                    |                               | Resultado |                               |                    |
| ------------------- | ------- | ------------------ | ----------------------------- | --------- | ----------------------------- | ------------------ |
| 7 de julio de 1981  | Honiara | Vanuatu            | Bandera de Vanuatu            | 13:1      | Bandera de Samoa              | Samoa              |
| 7 de julio de 1981  | Honiara | Fiyi               | Bandera de Fiyi               | 2:1       | Bandera de Islas Salomón      | Islas Salomón      |
| 7 de julio de 1981  | Honiara | Tahití             | Bandera de Polinesia Francesa | 1:0       | Bandera de Nueva Caledonia    | Nueva Caledonia    |
| 8 de julio de 1981  | Honiara | Papúa Nueva Guinea | Bandera de Papúa Nueva Guinea | 3:2       | Bandera de Fiyi               | Fiyi               |
| 8 de julio de 1981  | Honiara | Vanuatu            | Bandera de Vanuatu            | 2:2       | Bandera de Nueva Caledonia    | Nueva Caledonia    |
| 8 de julio de 1981  | Honiara | Tahití             | Bandera de Polinesia Francesa | 13:0      | Bandera de Samoa              | Samoa              |
| 9 de julio de 1981  | Honiara | Nueva Caledonia    | Bandera de Nueva Caledonia    | 1:1       | Bandera de Islas Salomón      | Islas Salomón      |
| 9 de julio de 1981  | Honiara | Papúa Nueva Guinea | Bandera de Papúa Nueva Guinea | 4:1       | Bandera de Samoa              | Samoa              |
| 9 de julio de 1981  | Honiara | Tahití             | Bandera de Polinesia Francesa | 1:1       | Bandera de Vanuatu            | Vanuatu            |
| 10 de julio de 1981 | Honiara | Vanuatu            | Bandera de Vanuatu            | 1:1       | Bandera de Fiyi               | Fiyi               |
| 10 de julio de 1981 | Honiara | Islas Salomón      | Bandera de Islas Salomón      | 5:0       | Bandera de Samoa              | Samoa              |
| 10 de julio de 1981 | Honiara | Nueva Caledonia    | Bandera de Nueva Caledonia    | 5:1       | Bandera de Papúa Nueva Guinea | Papúa Nueva Guinea |
| 11 de julio de 1981 | Honiara | Fiyi               | Bandera de Fiyi               | 4:0       | Bandera de Samoa              | Samoa              |
| 11 de julio de 1981 | Honiara | Tahití             | Bandera de Polinesia Francesa | 5:0       | Bandera de Papúa Nueva Guinea | Papúa Nueva Guinea |
| 11 de julio de 1981 | Honiara | Islas Salomón      | Bandera de Islas Salomón      | 2:1       | Bandera de Vanuatu            | Vanuatu            |
| 13 de julio de 1981 | Honiara | Vanuatu            | Bandera de Vanuatu            | 2:3       | Bandera de Papúa Nueva Guinea | Papúa Nueva Guinea |
| 13 de julio de 1981 | Honiara | Nueva Caledonia    | Bandera de Nueva Caledonia    | 3:0       | Bandera de Fiyi               | Fiyi               |
| 13 de julio de 1981 | Honiara | Tahití             | Bandera de Polinesia Francesa | 4:1       | Bandera de Islas Salomón      | Islas Salomón      |
| 14 de julio de 1981 | Honiara | Nueva Caledonia    | Bandera de Nueva Caledonia    | 8:0       | Bandera de Samoa              | Samoa              |
| 14 de julio de 1981 | Honiara | Tahití             | Bandera de Polinesia Francesa | 6:0       | Bandera de Fiyi               | Fiyi               |
| 14 de julio de 1981 | Honiara | Islas Salomón      | Bandera de Islas Salomón      | 1:2       | Bandera de Papúa Nueva Guinea | Papúa Nueva Guinea |

## Segunda ronda

### Tercer lugar
| Fecha               | Lugar   |                    |                               | Resultado |                    |         |
| ------------------- | ------- | ------------------ | ----------------------------- | --------- | ------------------ | ------- |
| 15 de julio de 1981 | Honiara | Papúa Nueva Guinea | Bandera de Papúa Nueva Guinea | 1:0       | Bandera de Vanuatu | Vanuatu |

### Final
| Fecha               | Lugar   |        |                               | Resultado  |                            |                 |
| ------------------- | ------- | ------ | ----------------------------- | ---------- | -------------------------- | --------------- |
| 15 de julio de 1981 | Honiara | Tahití | Bandera de Polinesia Francesa | 1:0 (pró.) | Bandera de Nueva Caledonia | Nueva Caledonia |

| Bandera de Polinesia Francesa |
| Campeón Tahití                |
| Primer título                 |